# Julian Herranz Casado
Julian Herranz Casado (Baena, 31 maart 1930) is een Spaanse kardinaal van de Katholieke Kerk. Van 1994 tot 2007 diende hij als president van de Pauselijke Raad voor de Wetteksten en werd verheven tot het kardinaalschap in 2003.
Herranz is een van slechts twee kardinalen die lid zijn van Opus Dei, samen met Juan Luis Cipriani Thorne. Hij is de hoogste geestelijke in Opus Dei, volgens de Rooms-katholieke hiërarchie. Hij is tevens een groot expert op het gebied van canoniek recht en werd vlak voor de dood van paus Johannes Paulus II gezien als een van meest invloedrijke mannen in het Vaticaan.
Hij nam deel aan het conclaaf waarin Benedictus XVI tot paus werd gekozen na de dood van paus Johannes Paulus II, in april 2005

## Biografie
Herranz werd geboren in Baena in de provincie Córdoba in Spanje. Nadat hij in 1949, als redacteur van een universiteitsblad, een samenzweringsverhaal over Opus Dei onder ogen had gekregen, besloot hij contact op te nemen met leden van de toen rooms-katholieke 'vrome vereniging' en latere personele prelatuur. Later besloot Herranz lid te worden. Op 7 augustus 1955 werd hij priester gewijd door bisschop Juan Ricote Alonso. Hij is als arts (psychiatrie) afgestudeerd aan de universiteiten van Barcelona en Navarra. Zijn doctoraalstudie canoniek recht deed hij aan de Pauselijke Universiteit Sint Thomas van Aquino in Rome. Hij gaf les in canoniek recht aan de Universiteit van Navarra en reisde uit naam van Opus Dei de wereld rond tot 1960, toen hij zijn werk begon voor de Romeinse Curie.
In 1983, werd hij aangesteld als secretaris van de Pauselijke Raad voor de Wetteksten. Paus Johannes Paulus II stelde hem op 15 december 1990 aan als titulair aartsbisschop van Vertara. Van 1994 tot 2007 diende hij als president van de Pauselijke Raad voor de Wetteksten en werd verheven tot het kardinaalschap in 2003. Hij kreeg de rang van kardinaal-diaken. De Sant'Eustachio werd zijn titeldiakonie.
Na de dood van Johannes Paulus II op 2 april 2005 verloren Herranz en alle hoge ambthouders automatisch hun positie gedurende de sedisvacatie. Herranz' positie als president van de Pauselijke Raad voor de Wetteksten werd later bevestigd door Paus Benedictus XVI op 21 april.
Paus Benedictus XVI accepteerde Herranz' ontslag als president van de Pauselijke Raad voor de Wetteksten op 15 februari 2007, na twaalf jaar dienst.
Herranz Casado kreeg op 12 juni 2014 de rang van kardinaal-priester. Zijn titeldiakonie werd pro hac vice zijn titelkerk.